# Generalarzt
Der Generalarzt ist ein Dienstgrad der Bundeswehr und früherer deutscher Streitkräfte. In früheren deutschen Streitkräften war der Generalarzt auch die Bezeichnung für eine Dienststellung.

## Bundeswehr
Der Generalarzt ist einer der Dienstgrade der Bundeswehr. Generalärzte sind Sanitätsoffiziere mit einer Approbation als Arzt oder Zahnarzt. Der Dienstgrad Generalarzt wird durch den Bundespräsidenten mit der Anordnung des Bundespräsidenten über die Dienstgradbezeichnungen und die Uniform der Soldaten auf Grundlage des Soldatengesetzes festgesetzt.

### Dienststellungen
Generalärzte werden nur ausnahmsweise praktizierend eingesetzt. Sie werden vielmehr auf folgenden Dienstposten verwendet:
- Director des Multinational Medical Coordination Centre-Europe (MMCC-E) / European Medical Command (EMC) in Koblenz
- Kommandeure und Ärztliche Direktoren eines Bundeswehrkrankenhauses (Koblenz, Ulm, Berlin oder Hamburg)[A 3]
- Abteilungsleiter der Abteilungen A und B im Kommando Sanitätsdienst der Bundeswehr[A 3]
- Stellvertretender Kommandeur im
  - Kommando Sanitätsdienstliche Einsatzunterstützung[A 3]
  - Kommando Regionale Sanitätsdienstliche Unterstützung[A 3]
  - Sanitätsakademie der Bundeswehr[A 3]
- Generalarzt der Luftwaffe

Der Generalarzt der Luftwaffe und Kommandeur Zentrum für Luft- und Raumfahrtmedizin der Luftwaffe ist der ranghöchste Arzt seiner Teilstreitkraft und Fachvorgesetzter für die Fliegerärzte aller Teilstreitkräfte (Luftwaffe, Heer und Marine).
Der Director des NATO Centre of Excellence for Military Medicine und der Medical Advisor im Supreme Headquarters Allied Powers Europe (SHAPE) in Mons, Belgien ist im turnusmäßigen Wechsel mit Ungarn ein deutscher Generalarzt.

### Ernennung
Gesetzliche Grundlagen für die Ernennung zum Generalarzt setzt die Soldatenlaufbahnverordnung (SLV) und ergänzend die Zentrale Dienstvorschrift (ZDv) 20/7. Im Detail sind die Laufbahnen dort aber nur bis zum Dienstgrad Oberstarzt reglementiert. Die Ernennung zum Generalarzt ist dagegen im Wesentlichen eine vom Dienstherr aufgrund der Eignung, Befähigung und Leistung des Soldaten zu treffende Entscheidung, die kaum weiteren Voraussetzungen unterliegt. Zum Generalarzt werden in der Praxis üblicherweise nur Berufsoffiziere ernannt, die die Approbation zum Arzt aufweisen und darüber hinaus mindestens das medizinische Fachwissen eines Oberstarztes. Nach der Soldatenlaufbahnverordnung gilt sinngemäß, dass die Dienstgrade in der in der Anordnung des Bundespräsidenten beschriebenen Reihenfolge regelmäßig durchlaufen werden sollten und eine Mindestdienstzeit im vorangehenden Dienstgrad von mindestens einem Jahr die Regel sein sollte; in der Praxis waren Generalärzte zuvor mehrere Jahre Oberstärzte. Vor Beförderung in die Dienstgradgruppe der Generale ist keine besondere Prüfung abzulegen; in der Praxis haben viele Generalärzte jedoch eine Ausbildung zum Offizier im Generalstabsdienst an der Führungsakademie der Bundeswehr absolviert.

### Dienstgradabzeichen
Das Dienstgradabzeichen für Generalärzte entspricht im Wesentlichen dem für Brigadegenerale. Zur Unterscheidung der Generalärzte dienen zusätzliche Laufbahnabzeichen in Form eines Äskulapstabes. Die Schlange windet sich im Laufbahnabzeichen für Ärzte in doppelter Windung, bei Zahnärzten in einfacher Windung um den Stab.

### Verwendung als Sammelbezeichnung
Gruß und Anrede für Ärzte und Zahnärzte der Dienstgradgruppe der Generale in Heeres- und Luftwaffenuniform lautet unabhängig vom Dienstgrad „Herr Generalarzt“. Nimmt man die Formen von Gruß und Anrede in der Bundeswehr als Maßstab, ist „Generalärzte“ daher auch eine Sammelbezeichnung für alle so angesprochenen Sanitätsoffiziere und ihre Dienstgrade. Manchmal werden darin auch die entsprechenden Dienstgrade für Marineuniformträger und deren Träger eingeschlossen.

### Sonstiges
Hinsichtlich Befehlsgewalt im Sinne der Vorgesetztenverordnung und Wehrdisziplinarordnung, hinsichtlich Besoldung und hinsichtlich äquivalenter, nach- und übergeordneter Dienstgrade im Sinne der ZDv 14/5 sind im Übrigen Generalärzte dem Brigadegeneral gleichgestellt. Besonders in medizinischen Fachfragen sind Sanitätsoffiziere häufig Fachvorgesetzte auch höherrangiger Soldaten. In der nach der Soldatenlaufbahnverordnung und ZDv 20/7 regelmäßig zu durchlaufenden Beförderungsreihenfolge ist der dem Generalarzt vorangehende Dienstgrad der Oberstarzt und der nachfolgende Dienstgrad der Generalstabsarzt. Den Dienstgrad Generalarzt führen nur Heeres- und Luftwaffenuniformträger; der entsprechende Dienstgrad für Marineuniformträger ist der Admiralarzt.
| Offizierdienstgrad |                                                                                     |                                                                        |
| Niedrigerer Dienstgrad |                                                                                     | Höherer Dienstgrad                                                     |
| Oberst Kapitän zur See Oberstarzt Oberstapotheker Oberstveterinär Flottenarzt Flottenapotheker                                  | Brigadegeneral Flottillenadmiral Generalarzt Generalapotheker n.v. Admiralarzt n.v. | Generalmajor Konteradmiral Generalstabsarzt n.v. Admiralstabsarzt n.v. |
| Dienstgradgruppe: Mannschaften – Unteroffiziere o.P. – Unteroffiziere m.P. – Leutnante – Hauptleute – Stabsoffiziere – Generale |                                                                                     |                                                                        |

## Deutsches Reich
In der Wehrmacht gab es die Dienstgrade Generalarzt und die ranggleichen Dienstgrade Generalapotheker und Generalveterinär. Generalarzt war der Leiter des Sanitätsdienstes im Bereich eines Armeekorps (Korpsarzt), seltener einer Division (Divisionsarzt).
Im preußischen Heer hatte der Generalarzt als Oberer Militärbeamter mit bestimmten militärischen Rang, der für ein Armeekorps zuständig war, zunächst den Rang eines Majors, seit 1865 dann den eines Oberstleutnants. Den dienstälteren Generalärzten wurde oft der Rang eines Obersten verliehen. In späteren Jahren war der Einstiegsrang der eines Obersten, Dienstältere erhielten auch den Rang eines Obergeneralarztes (Generalmajor). Unmittelbar vorgesetzt war dem Generalarzt der Generalstabsarzt der Armee im Rang eines Generalmajors als Chef des gesamten Sanitätskorps. In Preußen war beispielsweise ein Generalarzt bei der Medizinalabteilung des Kriegsministeriums angesiedelt, ein weiterer diente etatmäßig als „Subdirektor“ bei der Kaiser-Wilhelms-Akademie für das militärärztliche Bildungswesen. Im Kriegsfalle wurde der Sanitätsdienst einer Armee durch einen Armeegeneralarzt als Zwischeninstanz zwischen den Korpsärzten und dem Chef des Feldsanitätswesens geleitet, bei jeder Etappeninspektion durch einen Etappengeneralarzt.